# Changement environnemental
Un changement environnemental est un changement ou une perturbation de l'environnement, le plus souvent causé par des influences humaines ou des processus écologiques naturels. Les changements environnementaux comprennent divers facteurs, tels que les catastrophes naturelles, les interférences humaines ou l'interaction animale. Le changement environnemental englobe non seulement les changements physiques, mais aussi des facteurs comme une infestation d'espèces envahissantes.

## Voir également
- Réchauffement climatique
- Impact humain sur l'environnement
- Acclimatation
- Plasticité phénotypique
- Paysage adaptatif
- Sociologie économique